# Clérigo
El término clérigo proviene del griego antiguo κληρικός (klērikos). En un sentido extenso, clérigo es sinónimo del término eclesiástico y puede hacer referencia, en el cristianismo, tanto a un miembro del clero regular (monjes y frailes ordenados) como del clero secular (diáconos y presbíteros diocesanos). En una segunda acepción designa, en la Edad Media, a cualquier hombre instruido, eclesiástico o laico / seglar, en el quadrivium o en las Artes liberales: médicos, jueces, abogados etcétera
Es importante destacar el carácter genérico del término y la multiplicidad de significados que puede tener en distintas religiones. Así, se utiliza a menudo para referirse a un dirigente religioso en el islam.

## En la Iglesia católica
En el Derecho vigente de la Iglesia católica, se entiende por clérigo a la persona que ha recibido el sacramento del orden al menos en el grado de diaconado. El Código de Derecho Canónico establece un estatuto especial para los clérigos, con obligaciones y derechos específicos.
En el derecho canónico antiguo, el fiel se convertía en clérigo al recibir la tonsura (incluyendo a diáconos, presbíteros y obispos). Actualmente ha desaparecido la tonsura, de modo que el fiel pasa a ser clérigo en el momento de recibir el sacramento del orden sagrado en el grado de diaconado.
Durante la Edad Media, los clérigos se dirigían de aldea en aldea pretendiendo acercar al pueblo los temas cultos y religiosos con un propósito didáctico y moralizador, utilizando la lengua romance. Su oficio recibía el nombre de Mester de clerecía.

#### Tipos de clérigo
- Clérigo de cámara. El que obtiene un clericato de cámara.
- Clérigo de corona. El que solo tiene la primera tonsura.
- Clérigo de mayores. El que ha recibido las tres órdenes mayores: subdiaconado, diaconado y presbiterado (sacerdocio) o alguna de ella.
- Clérigo de menores. El que solo ha recibido alguna o todas las cuatro órdenes menores: ostiario, lector, exorcista y acólito.
- Clérigo de misa. Presbítero o sacerdote.[3]

La terminología de clérigo de mayores o de menores, ha quedado obsoleta, pues actualmente solo son clérigos los fieles que han recibido el diaconado o presbiterado; también la de clérigo misa, ha quedado en desuso.

### Según Isidoro de Sevilla
En sus Etimologías del siglo VII, Isidoro de Sevilla escribe que, de manera general, reciben el nombre de clérigos todos los que desempeñan un ministerio en la Iglesia de Cristo y sus grados y denominaciones son los siguientes:
- Ostiario.
- Salmista.
- Lector.
- Exorcista.
- Acólito.
- Subdiácono.
- Diácono.
- Presbítero.
- Obispo.

## Expresiones relacionadas
- Clérigo de misa y olla. Eclesiástico de cortos estudios y poca autoridad.